# 필현보
필현보(畢賢甫, ? ~ 1233년)는 고려 후기의 무신이자 반란자이다.

## 생애
서경 출신으로 필현보의 난의 주동자이다.
1233년에 홍복원과 함께 필연보의 난을 일으켜 수많은 무신들을 제거하였으나 얼마 지나지 않아 최우가 보낸 북계병마사(北界兵馬使) 민희에게 체포당하고 만다. 이후 사형당했다.